# Державний музей-заповідник М. О. Шолохова

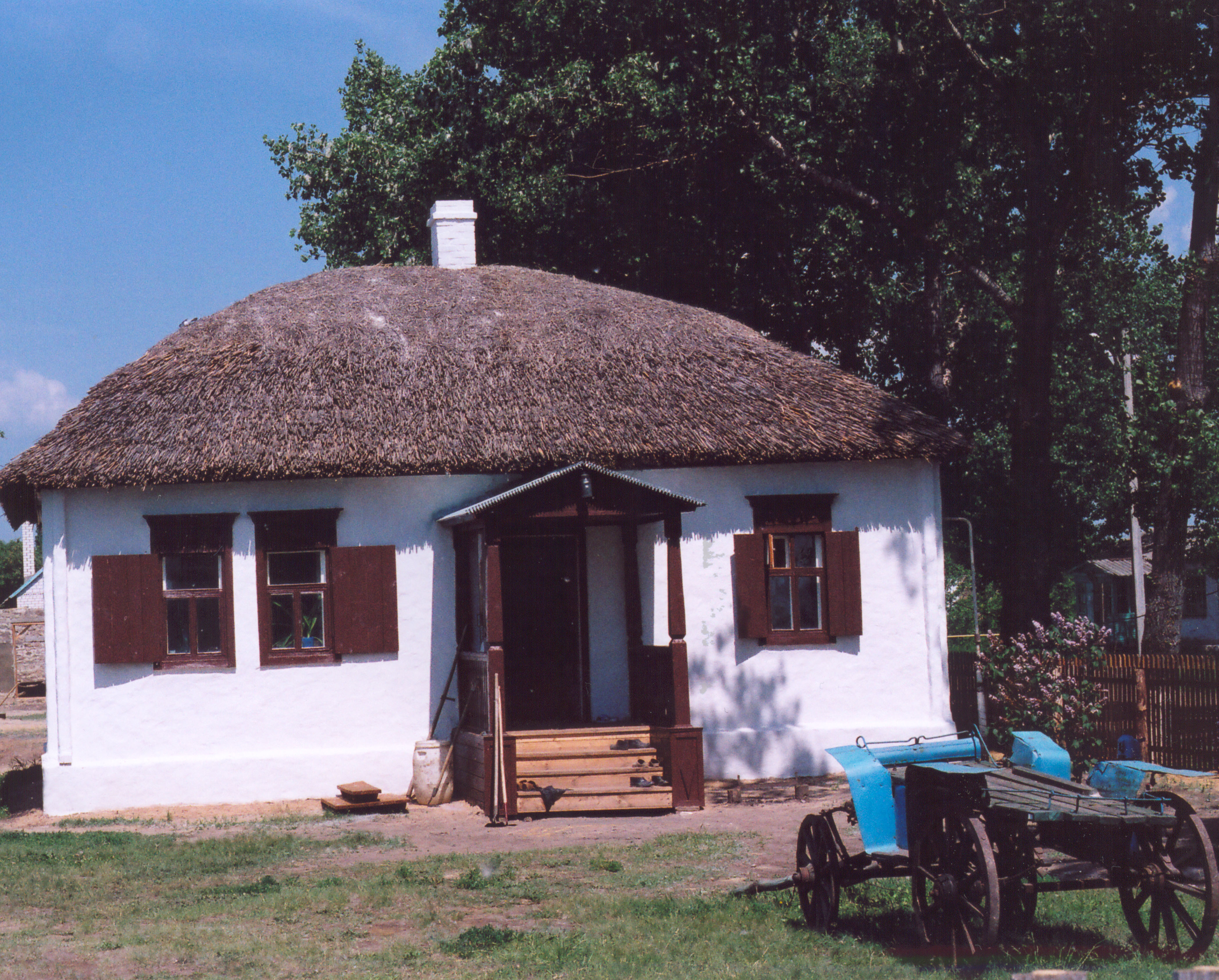
Будиночок в хуторі Кружилинский, де народився Михайло Шолохов.

Державний музей-заповідник М. О. Шолохова (рос. Государственный музей-заповедник М. А. Шолохова) — музей у Ростовській області Росії, створений у 1984 році. Є єдиним у Росії державним музеєм письменника. Основа його колекції — меморіальні предмети, що належали М. О. Шолохову і його сім'ї.
Адреса музею: Ростовська область, Шолоховський район, станиця Вьошенська, вул. Шолохова, 60.

## Про музеї
Музей зберігає все те, що пов'язане з життям і творчістю письменника: листи, рукописи, предмети, будинки, в яких він жив, природу, хутори і станиці, зображені у творах М. А. Шолохова.
У музейному зібранні налічується більше 70 000 одиниць зберігання, меморіальні експозиції розташовані у Шолоховському і Боковском районах Ростовської області, вони майже повністю складаються з справжніх речей.
Зона охоронюваного природного ландшафту музею-заповідника 38 236 гектарів, з них ландшафтно-заповідна зона — 3 820 гектарів.
Основні об'єкти музею: 
- меморіальний будинок в хуторі Кружилинском, де народився Шолохов М. А. і жив з батьками до 1910 року;
- будинок-музей в станиці Каргинской, де він написав більшість «Донських оповідань»;
- будинок в станиці Вешенской, в якому письменник жив в 30-ті роки і працював над третьою книгою «Тихого Дону» та «Піднятою цілиною»;
- меморіальна садиба, де М. А. Шолохов жив з сім'єю з 1949 по 1984 рік і де їм написані 2-я книга «Піднятої цілини», повість «Доля людини» і глави роману «Вони билися за Батьківщину».

У будівлі колишньої станичною гімназії, де в 1918 році навчався майбутній письменник, до його 100-річного ювілею в 2005 році відкрита нова літературна експозиція «Шолохов М. А.. Час і доля».
В музеї проводиться щорічний Всеросійський літературно-фольклорне свято «Шолоховська весна», який проводиться в кінці травня, у день народження письменника, на який збираються гості з різних регіонів Росії, ближнього і далекого зарубіжжя.

## Кружилинский меморіально-історичний комплекс[2]
«Буйне різнотрав'я по коню черево, де гніздилися стрепети і табунцями бродили дудаки. Взимку, в глуху пору, по степу зграями сновигали вовки, наплодившиеся в байрачних лісах, жирували лисиці, ганяючи зайців по пороші і вишукуючи куріпок в снігових наметах. А навесні крізь пожухлу траву-старицю зухвало пробивалася зелень. В кінці квітня - початку травня вона покривала степ смарагдовим килимом, а на килимі тому, доки око хапав, яскраво-червоний лазуровий колір молодості і по-старечому пухнасті вихры сивого ковили».

На автодорозі Вешенської - Міллерово, в 29 км від станиці Вешенской стоїть пам'ятник «Козакам Тихого Дону» роботи Н. Ст. Можаєва. Повернувши від нього ліворуч, через 7 км ми в'їжджаємо в х. Кружилинский, звичайний хутір на Верхньому Дону. Однак ця глибинка тепер стала відома всьому світу як батьківщина Михайла Олександровича Шолохова.

В автобіографії Шолохов писав: "Народився в 1905 році, 24 травня в х. Кружилинском станиці Вешенской Донецького округу (Області Війська Донського)».

Раніше в цих місцях неосвоєна степ з високими травами і ковылем на курганах, з густими заростями чагарників по логам та балках. Тут на волі, на землях, що належали Війську Донському, на відводах паслися табуни донських скакунів. У заплавах річок росли могутні дерева, а поруч були прекрасні луки.

"З самого народження маленький Міша дихав чудесним степовим повітрям над безкраїм степовим простором, і спекотне сонце палило його, суховії несли громади пилових хмар і спекали йому губи... Він грав на зарослих вулицях з ровесниками-козачатами...» (А. Серафимович).

До початку XX-го століття в Кружилине було близько 200 дворів. Центр хутора називався «станичкой». В центрі на площі стояла церква Георгія Побідоносця, поруч - магазини, лавки купців, подвір'я багатих козаків і церковно-парафіяльна школа.

До "станичке" з південного боку прилягала і садиба, яку купив Олександр Михайлович Шолохов, батько майбутнього письменника. В цьому будинку народився Михайло Шолохов. Олександр Михайлович працював прикажчиком у купця Парамонова. Він був утворений, відома людина в хуторі. З малими і великими турботами йшли до «Меру» земляки. Він допомагав порадами, писав листи, клопотання, скарги. Козаки його поважали за простоту, товариськість і розум. В 1910 році, в зв'язку з від'їздом Шолоховых в Каргін, будинок був проданий.

У х. Кружилинском пройшли перші 5 років дитинства Шолохова, які залишили незабутнє враження в його дитячій душі. Ці враження згодом знайдуть яскраве відображення у творчості письменника на сторінках його чудових творів.

Садиба Шолоховых з фруктовим садом, подвір'ям, лавкою, лазнею, коморою, стайнею відновлені і входять в Музей-заповідник М. А. Шолохова.

У травні 2006 року поряд з меморіальною садибою Шолоховых був відкритий новий музейний об'єкт - козацьке подвір'я кінця XIX - початку XX ст. Подвір'я з базом, сараями, коморою, льохом, поветкой відтворює фрагмент історичного вигляду старовинного козацького хутора.

## Каргинский меморіально-історичний комплекс
Сім'я Шолоховых перебралася в Каргін в 1910 році. Батько майбутнього письменника, Олександр Михайлович Шолохов, поступив на службу купцеві Озерову, колишнього чоловіка старшої сестри. До цього часу у хуторі була Покровська церква, церковно-приходська школа і чоловіче і жіноче парафіяльні училища. У 1911 році Міша став готуватися до школи. Йому був найнятий вчитель Т. Т. Мрихін. Тут він навчався в школі, працював, прожив з перервами до 1926 року.
Каргинский меморіально-історичний комплекс розташований в станиці Каргинская в Боковском районі Ростовської області. Каргинский меморіально-історичний комплекс віднесений до об'єктів культурної спадщини Федерального значення. 
В склад комплексу входять:
- Садиба, в якій жив і працював у 1919 — 1926 роках письменник Михайло Шолохов. У складі садиби збереглися житловий будинок (початок ХХ століття), сарай для худоби і птиці (початок ХХ століття), поветка (початок ХХ століття), погріб (початок ХХ століття), літня піч (початок ХХ століття), криниця з журавлем (початок ХХ століття), огорожа (початок XX століття). У садибі Михайло Шолохов жив з батьками, тут же працював учителем школи лікнепу, потім — службовцям ревкому станиці, станичним статистиком. З 1922 року Шолохов навчався в Ростові на курсах Донпродкома, працював продовольчим інспектором в станиці Букановской.

У цьому будинку Михайло Шолохов написав твори, об'єднані в збірки «Донські розповіді» і «Лазурова степ» (1926). тут же у нього виник задум роману «Тихий Дон».
Після від'їзду з цього будинку Шолоховых в 1926 році, садибу продали місцевому селянину М. Чукарину. З 1945 року вона перебувала у власності А. Косих. У 1972 році будинок садиби викупив Боковський райвиконком. Тут же було відкрито музей. До 1978 року частина подвір'я перебувала у власності А. Косих.
Постановою Ради Міністрів РРФСР № 306 «Про увічнення пам'яті двічі Героя Соціалістичної Праці, письменника і громадського діяча М. А. Шолохова» від 11 липня 1984 р. садиба включена до складу Державного музею-заповідника М. А. Шолохова.
Архітектура будинку садиби характерна для сіл Верхнього Дону початку ХХ століття. Всередині будинок розділений на сіни, їдальню, спальню і світлицю. У світлиці В 1924-1926 рр. жив Михайло Шолохов з дружиною, дочкою Світланою. В даний час в будинку відновлено обстановка життя письменника середини двадцятих років.
- Парафіяльне училище. Тут у 1912 - 1914 роках навчався Михайло Шолохов. Будівля парафіяльного училища було побудовано в кінці 1880-х – початку 1890-х рр.. Проект будівлі був розроблений в окружному управлінні XVII округу Корпусу інженерів військових поселень. У 1920-х роках управління школами району передано Відділу народної освіти. Школа стала семирічною з 1923 року.

Під час Великої Вітчизняної війни в приміщенні школи був госпіталь, потім знову школа. У 1960-ті роки тут розміщався інтернат для місцевих учнів. 1988 року школа передана на баланс Державного музею-заповідника М. А. Шолохова. Тут розміщена експозиція про учнівських роках письменника, меморіальна тримісна парта, за якою сидів у свій час Шолохов.

## Нагороди
- Переможець конкурсу «Мінливий музей у мінливому світі»